# ESputnik
eSputnik — українська ІТ-компанія, омніканальний онлайн-сервіс автоматизації маркетингу для B2C. Основним напрямком є email-маркетинг, також проводить розсилки в SMS, Viber, mob-push та web-push. Основний сегмент ринку компанії — електронна комерція.

## Історія
Компанію створено 2012 року Дмитром Кудренком та Олексієм Данченком, які з того часу посідають посади керівника (CEO) та директора з розвитку (COO).
Офіси розташовано в Дніпрі, США, Британії та Франції. Навесні 2022 року після початку повномасштабного російського вторгнення в Україну компанія припинила роботу в Росії та Білорусі.
Компанія щорічно організовує конференцію про email-маркетинг «Email Conference». 2019 року було проведено конференцію Omniconf, присвячена темі омніканального маркетингу.
Сервісом користується 50 компаній, що відправляють 1 млрд листів щомісяця.

## Огляд

### Збір даних, аналіз, сегментація
Сегментація реалізується на основі постійного поповнення даних щодо взаємодії користувачів із листами, сповіщеннями чи іншими типами розсилок. Сервіс дозволяє розділити базу клієнтів на кілька груп залежно від давності, кількості покупок і їх грошової вартості (RFM-аналіз). З кожною групою можна працювати як в ручному режимі, так і налаштувати автоматичні серії листів.

### Редактор листів
Створювати листи можна у візуальному редакторі, що дає можливість бачити листи в такому ж вигляді, як їх отримують клієнти. Створення шаблону листа відбувається за структурою, що ділить лист на блоки.
Для більш гнучкого створення листів і додаткових можливостей можна переключатися на HTML редактор. Це дає можливість додавати власне форматування і стилі. При створенні листів сервіс надає можливість персоналізації, що відбувається на основі доступних даних про клієнта.

### Контактна база
Сервіс дозволяє відстежувати як ефективність розсилок в динаміці (зокрема чи потрапили листи в спам), так і стан контактної бази, тобто відстежувати швидкість її зростання, джерела поповнення, динаміку приросту окремих груп тощо.

### Конструктор сценаріїв
eSputnik пропонує як певні готові сценарії, так і конструктор для створення сценарію, за яким можна комбінувати різні блоки і побудувати унікальний сценарій автоматичної відповіді на реакцію клієнта. При конструюванні доступні такі групи блоків:
- загальні блоки — таймер, умова, задача
- блоки дій — відправити лист або SMS одному контакту або групі, додати контакт до групи і перевірити виконання умови
- блоки умов — чи входить контакт в групу, чи прочитав лист, чи перейшов за посиланням

Омніканальність реалізується через аналіз реакцій отримувачів.
Конструктор доступний для редагування у візуальному вигляді.

### Інше
Серед інструментів є товарні рекомендації, трекінг дій одержувача на сайті при переході з листа, валідація контактної бази тощо.

## Соціальна діяльність
2020 року ESputnik став одним із партнерів громадської ініціативи «Ти можеш врятувати», що покликана налаштувати ефективну дистанційну роботу, залишаючись вдома.

## Нагороди
- Best Customer Communication Tool (E-commerce Berlin Awards 2018)[22][23]
- Best Email Marketing service 2017 (Ukrainian People Award)[24]
- Rising Star (2018 Award by FinancesOnline)[8][25]
- Great User Experience (2018 Award by FinancesOnline)[25]
- Customer's Choice (Summer 2018 Award by SoftwareSuggest)[26]
- Push Notifications Leader[27]
- 2019 — № 69 у рейтингу IT-роботодавців України за версією MC Today[28][29]
- High Performer Winter 2020[30]